# Premnoideae
Premnoideae, potporodica medićevki (Lamiaceae). Sastoji se od 3 roda, jednog američkog i dva iz Starog svijeta i Australije 
Tipični je rod Premna koji se tradicionalno se svrstavao u potporodicu Viticoideae Briq., ali je nedavno prebačen u novoosnovanu potporodicu Premnoideae B.Li, R.G.Olmstead & PD.Cantino (Li et al. 2016), kojoj su još priključeni rodovi Cornutia i Gmelina.

## Rodovi
1. Cornutia Plum. ex L. (9 spp.)
2. Premna L. (123 spp.)
3. Gmelina L. (32 spp.)